# Ye Qun
Ye Qun (叶群 ; 2 décembre 1917 - 13 septembre 1971) est une femme politique chinoise épouse de Lin Biao. Elle est membre du 9e Politburo du Parti communiste chinois en 1968.  

## Biographie
Ye Qun est la dernière épouse de Lin Biao. Elle accède en 1969, au 9e Politburo du Parti communiste chinois. Elle est avec Jiang Qing, la première femme chinoise a accéder à un tel poste de responsabilité politique. Le sinologue Jean-Luc Domenach la caractérise comme « une véritable formation scolaire, des aspirations de midinette, le goût de l'argent, la peur de son mari, une admiration sans limite pour son fils et finalement l'affolement devant le danger... ». Simon Leys considère que son accession au Bureau politique, avec comme seule raison d'être mariée à Lin Biao est la preuve de la « décadence du règime ».